# Siktjärnen (Hotagens socken, Jämtland, 711189-145022)
Siktjärnen är en sjö i Krokoms kommun i Jämtland och ingår i Indalsälvens huvudavrinningsområde. Sjön har en area på 0,073 kvadratkilometer och ligger 582,3 meter över havet. Siktjärnen ligger i Gråberget-Hotagsfjällen Natura 2000-område.

## Delavrinningsområde
Siktjärnen ingår i det delavrinningsområde (711228-144918) som SMHI kallar för Mynnar i Ammersån. Medelhöjden är 692 meter över havet och ytan är 3,59 kvadratkilometer. Det finns inga avrinningsområden uppströms utan avrinningsområdet är högsta punkten. Vattendraget som avvattnar avrinningsområdet har biflödesordning 3, vilket innebär att vattnet flödar genom totalt 3 vattendrag innan det når havet efter 288 kilometer. Avrinningsområdet består mestadels av skog (89 procent). Avrinningsområdet har 0,07 kvadratkilometer vattenytor vilket ger det en sjöprocent på 2,1 procent.